# مونتي ألبان
مونتي ألبان (بالإسبانية: Monte Albán)‏ هو موقع أثري كبير ما قبل كولومبوس في بلدية سانتا كروز خوخوكوتلان في ولاية واهاكا المكسيكية الجنوبية (17.043 شمالا، 96.767 غربا). يقع الموقع على مرتفعات جبلية منخفضة ترتفع فوق السهل في الجزء الأوسط من وادي أوخاكا حيث تلتقي روافد أنهار إتلا في الشمال، وتلاكولولا في الشرق، وزيماتلان في الجنوب، وأوكوتلان (أو فالي غراندي). وتقع عاصمة الولاية الحالية مدينة أوخاكا حوالي 9 كم (6 ميل) شرق مونت ألبان.
يقع المركز المدني والشعائري المنقب عنه جزئيا على قمة تلال مسواة ترتفع حوالي 1940 متر (6400 قدم) فوق مستوى سطح البحر وترتفع بنحو 400 متر (1300 قدم) من قاع الوادي، ما يجعلها موقعا محصنا. بالإضافة إلى نواة المدينة الضخمة المذكورة سلفا، ويتميز الموقع بعدة مئات من المدرجات الاصطناعية، وأكثر من عشر مجموعات من المباني تغطي كامل حدود التلال والحواف المحيطة. وتعتبر المواقع الاثرية على تلال أتزومبا وإل غالو المجاورة إلى الشمال جزءا من المدينة القديمة أيضا.
وبالإضافة إلى كونها إحدى أقدم مدن أمريكا الوسطى، فإن أهمية مونت ألبان تنبع أيضا من دورها كمركز سياسي واجتماعي واقتصادي لحضارة الزابوتيك لما يقرب من ألف سنة. تأسست في نهاية الفترة التكوينية الوسطى حوالي 500 قبل الميلاد، وبحلول الفترة التكوينية الطرفية (حوالي 100 ق م - 200م) وأصبحت عاصمة دولة توسعية سيطرت على معظم مرتفعات أوخاكا وتفاعلوا مع الدول الأخرى في أمريكا الوسطى مثل تيوتيهواكان في الشمال. فقدت المدينة موقعها السياسي قبل نهاية العصر الكلاسيكي المتأخر (حوالي 500 - 750 م) وتم هجرها بعد ذلك بوقت قصير. شهدت المدينة عمليات إعادة بناء على نطاق صغير، وأعاد السكان اللاحقون استخدام بعض الهياكل والمقابر السابقة، وكما شهدت بعض الزيارات الديثنية، وكانت هذه العمليا الاستيطانية الصغيرة قد مثلت تاريخ المدينة من فترة سقوطها وحتى الفترة الاستعمارية.
لا يعرف بالضبط كيف اشتق الاسم الحالي للموقع، وترى المقترحات الأولية أن الاسم أتنى من تحريف اسم الزابوتك الأصلي وهو دانيبان "Danibaan" (التلة المقدسة) بينما ترى نظريات أخرى أن الاسم يرجع إلى الحقبة الاستعمارية لجندي إسباني يدعى مونتالبان وأتى اسمه من تلال ألبان من إيطاليا. لا يعرف اسم المدينة القديم، حيث أنها انهارت قبل قرون من كتابة أقدم المصادر المتاحة.